# كرسول صغير الرأس
كرسول صغير الرأس (الاسم العلمي:Crassula capitella) هو نوع من النباتات يتبع جنس الكرسول من الفصيلة الكرسولية.